# Třída HSL
Třída HSL je třída bojových podpůrných lodí indického námořnictva. Jejich indické označení je Fleet Support Ships. Válečným lodím budou poskytovat palivo, vodu, munici a další zásoby. Sekundárně budou sloužit k pomoci při humanitárních operacích a živelních pohromách. Celkem bylo objednáno pět jednotek této třídy. Stavba byla zahájena roku 2024. Zahájení jejich dodávek je plánováno na rok 2027.

## Stavba
V roce 2023 získala zakázku na stavbu pěti jednotek této třídy indická loděnice Hindustan Shipyard Limited (HSL) ve Višákhapatnamu. Subdodavatelem je rovněž indická loděnice Larsen & Toubro. Objednávka byla v roce 2023. Kýl prototypové jednotky byl založen 14. listopadu 2024.
Jednotky třídy HSL:
| Jméno | První řezání oceli | Založení kýlu      | Spuštěna | Vstup do služby | Status    |
| ----- | ------------------ | ------------------ | -------- | --------------- | --------- |
|       |                    | 14. listopadu 2024 |          |                 | ve stavbě |
|       | 11. prosince 2024  | 12. března 2025    |          |                 | ve stavbě |
|       | 20. února 2025     | 9. července 2025   |          |                 | ve stavbě |
|       | 19. června 2025    |                    |          |                 | ve stavbě |
|       |                    |                    |          |                 | objednána |